# Cubatyphlops epactius
Cubatyphlops epactius är en ormart som beskrevs av Thomas 1968. Cubatyphlops epactius ingår i släktet Cubatyphlops och familjen maskormar. Inga underarter finns listade i Catalogue of Life.
Denna orm förekommer endemisk på ön Cayman Brac som tillhör Caymanöarna. Arten vistas i låglandet. Den gräver i lövskiktet och i översta jordlagret. Landskapet kännetecknas av buskar samt av växter från släktena Coccoloba och Cocos. Honor lägger antaglgen ägg.
Beståndet hotas av landskapets omvandling till turistområden. Utbredningsområdet är begränsat. IUCN listar arten som akut hotad (CR).